# Histoires de sexe-fiction
Histoires de sexe-fiction est le trente-sixième tome, et le vingt-quatrième volume de la deuxième série, de La Grande Anthologie de la science-fiction, paru en 1985.
Préfacé par Jacques Goimard, l'ouvrage réunit vingt-et-une nouvelles publiées entre 1953 et 1974.
L'image de couverture a été réalisée par Philippe Adamov ; elle représente une femme aux cheveux orangés flottant dans les airs sur un mode lascif, le corps enlacé de lianes ou membranes lui caressant la peau.

## Publication
- Gérard Klein (dir.), Histoires de sexe-fiction, Le Livre de poche n° 3821 ;  (ISBN 2-253-03676-5).

## Extraits de la préface
« Pour faire une bonne anthologie de sexe-fiction, il est tentant de chercher quelques bonnes scènes de cul et de se dire que le reste  suivra sans faire d'histoires, comme l'intendance napoléonienne ; et il est douloureux d'affronter la déception qui tout à coup vous revient en pleine figure, précédent même son propre sifflement (car elle va plus vite que le son, la garce). (…) Le sexe-fiction, ou S.-F., est une variété de pornographie un peu bizarre, qui décrit des pratiques amoureuses impossibles à observer dans la nature. (…) Pourquoi la variété de littérature connue sous le nom de science-fiction a-t-elle si longtemps éludé le sexe ? Pourquoi Sturgeon et Farmer, qui le redécouvrirent dans les années 50, ont-ils passé pour des Christophe Colomb ou des Vasco de Gama, en attendant les conquistadores de la génération contestataire ? (…)

(…) Notre choix s'est donc porté non sur des sociétés alternatives, mais sur des sexualités alternatives. Des perversions ? Assurément, dans la mesure où les perversions sont toujours des variantes. Mais il faut être clair : ce recueil ne se place pas sous le signe d'une quête de la trente-troisième position. (…)  »

## Liste des nouvelles

### Parthen
- Titre original : Parthen
- Auteur : R. A. Lafferty
- Publication : mai-juin 1973 dans Galaxy Science Fiction
- Résumé : Ce printemps-là, une atmosphère étrange baigne la Terre. Des extraterrestres sont arrivés à proximité de la planète et ont déclaré qu'ils allaient supprimer la moitié des humains et rendre esclave l'autre moitié. Et partout dans la ville, de belles femmes, de très belles femmes, ont fait leur apparition, faisant tourner la tête de tous les hommes, qui du coup délaissent leurs épouses ou compagnes. Et les sociétés commerciales font faillite les unes après les autres, tout se déglingue, tout va à vau-l'eau, mais c'est dans la joie et la bonne humeur. Se détournant enfin totalement de leurs épouses, les hommes quittent leurs emplois et errent, sans but, sans manger. Lorsque l'hiver apparaît, la plupart meurent de froid et de faim, mais dans la joie et la bonne humeur. Et tant pis pour les extraterrestres, dont aucun n'a été vu en ville. Mais Dieu, que ces femmes qui ont fait apparition sont belles !
- Liens externes :
  - Fiche sur iSFdb
  - « Fiche » sur le site NooSFere

### Monde bien perdu
- Titre original : The world well lost
- Auteur : Theodore Sturgeon
- Publication : juin 1953 dans Universe Science Fiction
- Résumé :
- Liens externes :
  - Fiche sur iSFdb
  - « Fiche » sur le site NooSFere

### Mauvaise Étoile
- Titre original : Starcrossed
- Auteur : George Zebrowski
- Publication : 1973 dans l'anthologie Eros in Orbit
- Résumé : COM est un cerveau élaboré à base de neurones et de synapses humains. Il dirige une sonde spatiale qui se dirige vers l'étoile Antarès. Un jour, ses circuits se réveillent : il est interpellé par une voix qui affirme qu'elle a besoin de lui. COM ne tarde pas à tomber follement amoureux de cette voix. Il se met à délaisser sa fonction de direction de la trajectoire du vaisseau. Puis, fou d'amour, il cesse toute réflexion pour vivre son étrange histoire d'amour avec celle dont on ignore la provenance : provient-elle d'un de ses circuits, d'une mémoire ancestrale cachée dans ses circuits, ou de l'étoile Antarès dans laquelle, faute de surveillance, la sonde spatiale va finir sa course ?
- Liens externes :
  - Fiche sur iSFdb
  - « Fiche » sur le site NooSFere

### Ma sœur, mon double
- Titre original : Clone sister
- Auteur : Pamela Sargent
- Publication : 1973 dans l'anthologie Eros in Orbit
- Résumé :
- Liens externes :
  - Fiche sur iSFdb
  - « Fiche » sur le site NooSFere

### Groupe
- Titre original : In the group.
- Auteur : Robert Silverberg.
- Publication : 1973 dans l'anthologie Eros in Orbit.

### Sous des bannières triomphales
- Titre original : How beautiful with banners
- Auteur : James Blish
- Publication : 1966 dans Orbit no 1
- Résumé :
- Liens externes :
  - Fiche sur iSFdb
  - « Fiche » sur le site NooSFere

### Bienvenue au pavillon des singes
- Titre original : Welcome to the monkey house
- Auteur : Kurt Vonnegut
- Publication : janvier 1968 dans Playboy
- Résumé :
- Liens externes :
  - Fiche sur iSFdb
  - « Fiche » sur le site NooSFere

### L'Homme sans tête
- Titre original : The headless man
- Auteur : Gene Wolfe
- Publication : 1972 dans l'anthologie Universe 2
- Résumé : Par suite d'une malformation congénitale, cet homme, dont le lecteur ignorera le prénom, est hélas né sans tête. Sa bouche, son nez, ses yeux, sont situés au niveau des tétons du torse, et les trous des oreilles sont sur les côtés. Ses parents, afin de faire face à ce que nombre de gens considéreraient comme une monstruosité, ont habitué leur enfant à porter une tête-androïde permettant de donner le change. L'enfant devient adolescent, puis jeune homme. Un jour, il tombe amoureux d'une voisine. Mais comment se faire aimer quand on se sent monstrueux ? Après l'avoir courtisée quelques semaines, il se retrouve seul avec sa voisine, dans sa chambre. Il exige une luminosité minimale et tous deux se dévêtent pour faire l'amour. Et quelle n'est pas sa surprise quand il découvre que la jeune femme est dotée de la même difformité que lui ! Finalement, à chacun sa chacune…
- Liens externes :
  - Fiche sur iSFdb
  - « Fiche » sur le site NooSFere

### Le Jour de la majorité
- Titre original : Coming-of-age Day
- Auteur : A. K. Jorgensson
- Publication : septembre 1965 dans Science Fantasy
- Résumé :
- Liens externes :
  - Fiche sur iSFdb
  - « Fiche » sur le site NooSFere

### Whistler
- Titre original : Whistler
- Auteur : Ron Goulart
- Publication : 1973 dans l'anthologie Eros in Orbit
- Résumé :
- Liens externes :
  - Fiche sur iSFdb
  - « Fiche » sur le site NooSFere

### Don Slow et son Attrape-Fille électrique
- Titre original : Don Slow and his Electric girl getter
- Auteur : Thomas Brand
- Publication : 1973 dans l'anthologie Eros in Orbit.
- Résumé : Don Slow a créé, sans vraiment le faire exprès, un engin émettant un « rayon à attraper les filles ». Concrètement, ce rayon transforme toute femme qui est touchée en une personne folle de désir et encline à pratiquer l'acte sexuel. Don se met au volant de sa Robauto, une voiture robotisée et intelligente, à cerveau positronique, son « Fidèle serviteur et loyal Assistant ». Il se dirige vers le centre-ville. Il voit des jeunes femmes très jolies et décide de tester son rayon sur elles. Il projette le rayon, mais par suite d'un concours de circonstance inattendu, le rayon ricoche contre une plaque métallique et touche Sandra Smith. Or Sandra est une femme qui recherche le Plaisir et était partie, ce soir là, en chasse à l'Homme… Touchée par le rayon, Sandra est irrésistiblement attirée par Don Slow au volant de Robauto. Elle s'installe à l'arrière du véhicule, tandis que Don est très content de sa « pêche ». Mais, s'il y avait une chose qu'il n'avait pas prévu, c'est que Sandra tomberait amoureuse de la voix mélodieuse et de l'intelligence raffinée de Robauto, et que Sandra, aidée par son « Fidèle serviteur et loyal Assistant », se débarrasserait de lui quelques minutes après avoir été prise en voiture ! Don est éjecté du véhicule par le siège éjectable ! Tel est pris…
- Liens externes :
  - Fiche sur iSFdb
  - « Fiche » sur le site NooSFere

### Une fille un peu démodée
- Titre original : An old fashioned girl
- Auteur : Joanna Russ
- Publication : 1974 dans l'anthologie Final Stage: The Ultimate Science Fiction Anthology
- Résumé : Une femme, dont on ignore le prénom et l'âge, vit seule dans une grande maison. Ses trois amies, Priss, Elinor et Kay, viennent lui rendre visite. Elle leur présente Davy, un robot ressemblant à s'y méprendre à un jeune homme de 20 ans, beau comme un dieu, fort comme un athlète. Davy est un androïde spécialisé dans le plaisir : avec lui, elle a souvent des relations sexuelles, dans toutes sortes de positions, variant les plaisirs à l'infini. Il faut dire que rien ne répugne à Davy, qui est aussi, grâce à sa programmation, un expert dans le domaine de l'amour. Et comme les amies de cette femme sont très sympathiques, elle va leur proposer d'utiliser Davy : il est tellement beau.
- Liens externes :
  - Fiche sur iSFdb
  - « Fiche » sur le site NooSFere

### Le Faiseur d'amour
- Titre original : Lovemaker
- Auteur : Gordon Eklund
- Publication : 1973 dans l'anthologie Eros in Orbit
- Résumé :
- Liens externes :
  - Fiche sur iSFdb
  - « Fiche » sur le site NooSFere

### Amour et Compagnie
- Titre original : Love incorporated
- Auteur : Robert Sheckley
- Publication : septembre 1956 dans Playboy
- Résumé :
- Liens externes :
  - Fiche sur iSFdb
  - « Fiche » sur le site NooSFere

### Relations spatiales
- Titre original : Spatial relationship
- Auteur : Randall Garrett
- Publication : aout 1962 dans The Magazine of Fantasy & Science Fiction
- Résumé :
- Liens externes :
  - Fiche sur iSFdb
  - « Fiche » sur le site NooSFere

### Le Millionième Jour
- Titre original : Day million
- Auteur : Frederik Pohl
- Publication : 1966 dans le magazine Rogue
- Résumé : Un jour, dans un futur lointain, dans un million de jours, un homme (prénommons-le Don) et une femme (prénommons-la Dora), se rencontreront et feront l'amour. Mais Don ne sera pas vraiment un homme, et Dora pas vraiment une femme : chacun d'eux sera cybernétisé, et ne seront pas nés de sexe masculin ou féminin, leur sexe étant déterminé en fonction de ce qui sera le mieux pour eux. Et ils ne se rencontreront pas vraiment, ou du moins physiquement, et ils ne feront pas vraiment l'amour. Et par la suite, après leur séparation, ils ne se reverront plus. Mais ils pourront reprendre les enregistrements numériques pour revivre leur relation. Étrange sexualité, pensez-vous ? Et que penseraient les hommes de Cro-Magnon de la sexualité contemporaine ?
- Liens externes :
  - Fiche sur iSFdb
  - « Fiche » sur le site NooSFere

### Passagers
- Titre original : Passengers
- Auteur : Robert Silverberg
- Cette nouvelle a été primée, recevant le Prix Nebula de la meilleure nouvelle courte 1969 (il s'agit du premier prix Nebula reçu par Silverberg).

### Le Vaisseau Survie
- Titre original : Survival ship
- Auteur : Judith Merril

### Quand ça change
- Titre original : When it changed
- Auteur : Joanna Russ
- Publication : mars 1972 dans l'anthologie Again, Dangerous Visions
- Résumé :
- Liens externes :
  - Fiche sur iSFdb
  - « Fiche » sur le site NooSFere

### Les Lendemains qui chantent
- Titre original : The good new days
- Auteur : Fritz Leiber
- Publication : octobre 1965 dans Galaxy Magazine
- Résumé :
- Liens externes :
  - Fiche sur iSFdb
  - « Fiche » sur le site NooSFere

### La Mère
- Titre original : Mother
- Auteur : Philip José Farmer
- Publication : Avril 1953 dans Thrilling Wonder Stories
- Résumé :
- Liens externes :
  - Fiche sur iSFdb
  - « Fiche » sur le site NooSFere